# صموئيل هيرونيموس غريم
صموئيل هيرونيموس غريم هو تاجر ورسام سويسري، ولد في 18 يناير 1733 في برجدورف في سويسرا، وتوفي في 14 أبريل 1794 في كوفنت غاردن في المملكة المتحدة.